# Belenois ogygia
Belenois ogygia är en fjärilsart som först beskrevs av Henry Trimen 1883.  Belenois ogygia ingår i släktet Belenois och familjen vitfjärilar. Inga underarter finns listade i Catalogue of Life.